# 176014 Vedrana
176014 Vedrana este o planetă minoră (asteroid) din centura de asteroizi. A fost descoperită pe 3 septembrie 2000 la Observatorul Apache Point de Sloan Digital Sky Survey. 
Obiectul prezintă o orbită caracterizată de o semiaxă mare de 3,1066220351625 UAi, o excentricitate de 0,25, o înclinație de 10,6 ° în raport cu ecliptica.